# Szwadron 97
Szwadron 97 – polski zespół muzyczny założony w 1997 w Ostrzeszowie. Zespół gra odmianę muzyki rockowej – RAC i jest związany z kontrkulturą skinheads. W warstwie tekstowej zespół prezentuje ideę narodowo-radykalną, łącząc nacjonalizm z tradycjonalizmem katolickim. W 2015 nastąpiła reaktywacja zespołu.
Socjolog dr hab. Rafał Pankowski w publikacji Rasizm a kultura popularna z 2006 w zestawieniu polskich fonograficznych wydawnictw rasistowskich wymienił między innymi ich album Non possumus oraz przywoływał słowa zespołu opublikowane na łamach Narodowej Sceny Rockowej. 

## Dyskografia
Źródło:.
Dema
- Manifest (1997; Not on Label)

| Lista utworów |
| --- |
| Strona A 1. Przyszłe dni 2. Do końca wierni 3. Walka 4. Skinhead Strona B 5. Manifest 6. Ostatni czas 7. Biały front 8. Krąg przyjaźni |

Albumy
- Non possumus (1999; NSR)
- Ziemia jest wolnością (2002; NSR)